# Бергот
Бергот (фр. Bergotte) — один из основных персонажей цикла романов Марселя Пруста «В поисках утраченного времени» (далее — «Поиски»), вымышленный писатель.

## Бергот в «Поисках»
Книгами этого писателя Рассказчик восхищался ещё тогда, когда они были редки — во времена своих детских лет в Комбре: он полюбил в них «плавное течение речи, старинные выражения, стоявшие рядом с совсем простыми, обиходными, которые автор, однако ставил на такое место и так освещал, что сразу делалось явным его особое к ним пристрастие; наконец — грубоватость тона, какую-то надтреснутость в грустных местах». При этом личное знакомство подростка-Рассказчика с Берготом в доме Сванов приносит ему разочарование: торжественный образ «старца, который исполнен томления» разрушил «молодой человек, мешковатый, низенький, плотный, близорукий, с красным носом, похожим на раковину улитки, и с чёрной бородкой». Для Марселя лицо Бергота подобно «мёртвой маске», омертвление поразило даже дикцию писателя, которая представляется ему «маской голоса». Но в результате усилий Марселя по воссозданию подлинного — внутреннего облика Бергота — ему удаётся понять, как «вытесненный из дикции голос закрепился в письме», в произведениях писателя.
Но молодость Бергота к этому времени была позади, лучшие его книги были уже написаны, он незаметно, но тяжело болел — в то время, когда к нему пришло признание. Популярность Бергота у публики и его привязанность к дому Сванов стали причиной пробуждения светского интереса к прежде незаметному салону Одетты Сван. «Её салон выкристаллизовался вокруг умирающего, вокруг человека, для которого как раз в ту пору, когда он уже начал исписываться, неизвестность с почти молниеносной быстротой сменилась громкой славой». Эпизод смерти Бергота является авторской вставкой в текст «Пленницы» (сюжетно не согласованной с последующими эпизодами «Поисков»), сделанной в последние месяцы жизни Пруста. Отправной точкой этому эпизоду послужило посещение писателем в мае 1921 г. выставки малых голландцев, во время которого Прусту «стало дурно, что он приписал плохо переваренному картофелю».

## О стиле Бергота
Сравнивая разговорную речь Бергота с его текстами, Рассказчик отмечает: «И все же в разговорной речи Бергота отсутствовал свет, часто изменяющий в его книгах, так же как в книгах некоторых других писателей, внешний вид слова. Само собой разумеется, этот свет исходил из глубины, и его лучи не озаряют наших слов, когда в разговоре мы открываемся для других, но в известной мере бываем закрыты для себя. Если взглянуть на Бергота с этой точки зрения, то окажется, что его книги богаче интонациями, богаче ударениями, которые автор делал не для красоты слога — он их не замечал, ибо они неотделимы от его сущности. Эти-то ударения в тех местах книги, где он был самим собой, и придавали ритмичность даже словам наименее важным по смыслу. Эти ударения никак не обозначены в тексте, ничто на них не указывает, они сами прикрепляются к фразам — и фразы уже нельзя произнести по-иному, и вот это и есть самое неуловимое и вместе с тем самое глубокое в писателе, это — свидетельство об его натуре, свидетельство о том, что он был нежен, несмотря на все свои грубости, чувствителен — несмотря на всю свою чувственность».

## Прототипы

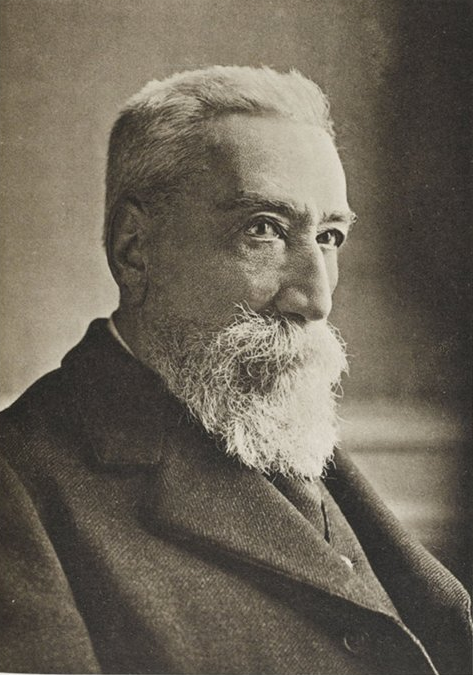
Анатоль Франс. 1921

- Анатоль Франс, Пруст познакомился с ним в 1889 году, Франс написал предисловие к раннему сборнику Пруста «Утехи и дни», посвятил ему свой рассказ «Госпожа де Люзи» (1892)[15], хотел выдать за него свою дочь Сюзанну, но позже охладел к Прусту. Бергот похож на Франса и внешне (своей бородкой, носом в форме улитки) и некоторыми деталями стиля (редкими, почти архаическими выражениями, которыми любил блеснуть)[16][17].
- Эрнест Ренан, писатель, член Французской Академии, атеист и рационалист, автор «Истории происхождения христианства»; в 1899 году, будучи в гостях у родителей Марселя Пруста, преподнёс ему после долгой беседы свою «Жизнь Иисуса» с дарственной надписью[18].
- Морис Баррес, французский писатель и политический деятель[19].
- Поль Бурже, французский писатель, автор эссе и психологических романов, посещал салоны принцессы Матильды и Женевьевы Галеви-Строс (1849—1926)[20].
- Гюстав Флобер[21], Пруст высоко ценил творчество великого романиста и посвятил ему специальное эссе «О стиле Флобера», опубликованное в 1920 году журналом «Новое французское обозрение»[22].
- Отчасти, сам Марсель Пруст[23].